# Ejido de Tlanalapa
Ejido de Tlanalapa är en ort i Mexiko.   Den ligger i kommunen Abasolo och delstaten Guanajuato, i den centrala delen av landet, 290 km nordväst om huvudstaden Mexico City. Ejido de Tlanalapa ligger 1 717 meter över havet och antalet invånare är 317.
Terrängen runt Ejido de Tlanalapa är platt åt sydväst, men åt nordost är den kuperad. Runt Ejido de Tlanalapa är det ganska tätbefolkat, med 72 invånare per kvadratkilometer. Närmaste större samhälle är Cuerámaro, 12,6 km väster om Ejido de Tlanalapa. Trakten runt Ejido de Tlanalapa består till största delen av jordbruksmark.